# Donald Pretty
Donald Pretty   (valor desconegut, 11 de juny de 1936) és un remer canandenc, ja retirat, que va competir durant les dècades de 1950 i 1960.
El 1956 va prendre part en els Jocs Olímpics d'Estiu de Melbourne, on guanyà la medalla de plata en la prova del vuit amb timoner del programa de rem. Vuit anys més tard, als Jocs de Tòquio, fou novè en la mateixa prova. En el seu palmarès també destaca una medalla d'or als Jocs de l'Imperi Britànic de 1958 i un campionat nacional. Posteriorment fou entrenador de la selecció canadenca de rem.